# Хахалов, Вадим Николаевич
Вадим Николаевич Хахалов (3 декабря 1932, Улан-Удэ (ныне Республика Бурятия) — 5 сентября 1981, Демократическая Республика Афганистан) — советский военачальник, генерал-майор авиации. Участник Афганской войны 1979—1989 годов.

## Биография
Отец Вадима Николаевича, бурят по национальности, был репрессирован и погиб до его рождения, его мать Тамара Николаевна — из шляхетского рода Воюцких, сосланных за участие в польских восстаниях. Его отчимом стал будущий первый секретарь Бурят-Монгольского обкома ВКП(б), Председатель Президиума Верховного Совета Бурятской АССР (1960—1970) А. У. Хахалов.
С 1951 года жил с семьей в Москве, окончил Сталинградское военно-авиационное училище лётчиков, служил в истребительном авиационном полку Ленинградского военного округа. Затем окончил Военно-Воздушную академию имени Ю. А. Гагарина. В 1981 году был заместителем командующего ВВС Туркестанского военного округа по истребительной авиации.
С лета 1981 года он в составе оперативной группы ВВС Туркестанского военного округа руководил действиями советской авиации в Афганистане. Для оценки эффективности действий штурмовиков Су-25, действовавших с Шиндандской авиабазы он прибыл в Шинданд. 5 сентября он решил принять участие в боевом вылете на вертолете. Над горным массивом Луркох его вертолет был сбит, генерал погиб.
Генерал Борис Громов вспоминал:

В этом боевом вылете генерал атаковал выявленную подвижную цель и при выходе из атаки вертолет, в котором он находился, был подбит душманами и упал недалеко от их базы. После того, как это произошло, мы были просто вынуждены с ожесточенными боями пробиваться по горам и хребтам, по дну двух ущелий в центр горного массива. Очень быстро подготовленная операция проводилась главным образом, конечно же, для того, чтобы забрать хотя бы тела генерала и членов экипажа, погибших вместе с ним, и не оставить их на поругание. Когда мы дошли до центра Луркоха и окончательно овладели этим укрепрайоном, недалеко от базы нашли обломки подбитого вертолета и останки офицеров. На них было страшно смотреть. Над телами генерала, а он был в форме, и вертолетчиков душманы жестоко глумились — им выкололи глаза, отрезали уши… На операцию нам потребовалась почти неделя. В ходе боев погибло восемь человек.

5 сентября 2022 года, в 41-ю годовщину со дня гибели генерала, в Улан-Удэ была открыта мемориальная доска на школе, где он учился.